# Masaaki Kishibe
Masaaki Kishibe (岸部真明, 13 de enero de 1964) es un guitarrista acústico japonés.

## Biografía
Masaaki Kishibe nació en Suita (Osaka). Comenzó a estudiar piano a una edad temprana y no fue hasta los 14 años cuando empezó a tocar la guitarra. Kishibe aprendió a tocar ambos instrumentos a un ritmo rápido y decidió tomarse el aprendizaje musical más en serio, por lo que comenzó sus estudios musicales en una escuela de música, con el famoso guitarrista y compositor japonés Isato Nakagawa. Kishibe aprendió varias técnicas diferentes, así como teoría musical, y finalmente comenzó a componer su propia música utilizando la técnica del Fingerpicking.
En 1990, Masaaki Kishibe se mudó a Estados Unidos para completar sus estudios en el Berklee College of Music en Boston (Massachusetts), sin embargo, al no tener un objetivo final sobre dónde dirigir su atención de estudio, no pudo graduarse y regresó a Japón. Continuó aprendiendo por sí mismo a tocar la guitarra y comenzó a escribir sus propias composiciones.
En 1995, Kishibe escribió y grabó su primer álbum, Truth, en el que intentó mostrar su propia personalidad a través de la composición y la interpretación de la guitarra. Si bien las obras incluyeron muchas piezas que con el tiempo se convirtieron en las favoritas de sus seguidores, se consideró un álbum que no había madurado para cumplir en su estilo de escritura.
Durante los siguientes cuatro años, Kishibe continuaría mejorando su habilidad para tocar, así como su habilidad para escribir, publicando en 1999 se segundo álbum, Growing Up.
Kishibe comenzó una gira por todo el mundo y continuó escribiendo y publicando música y creando arreglos con los dedos de piezas musicales populares, incluido "Salut d'Amore" de la película, Cinema Paradiso y "When You Wish upon a Star" de la película infantil de Disney, Pinocho.  También ha lanzado DVD de instrucción y presentaciones en vivo por separado.
En 2003 actuó en el 32º Festival Walnut Valley en Winfield (Kansas), obteniendo el segundo lugar general en guitarra Fingerstyle,  lo que le ayudó a ganar popularidad en Estados Unidos. Posteriormente, inició una gira junto al guitarrista Andy McKee. 

## Discografía
- 1995 Truth
- 1999 Growing Up
- 2002 Bloom
- 2005 Recollection
- 2006 Kiseki no Yama
- 2008 My Favorites
- 2009 12 Stories
- 2013 Ways
- 2016 Passion